# Sami Haddad
Sami Haddad – libański ekonomista i polityk, protestant. W latach 2005–2008 był ministrem ekonomii i handlu w rządzie Fuada Siniory.